# Jovink en de Voederbietels
Jovink en de Voederbietels — нидерландская рок-группа, основанная в регионе Ахтерхук.

## История коллектива
в 1992 году музыкантами Гендриком Ян Ловинком и Гейсом Йолинком был создан рок-н-рольный дуэт Jovink. В первые годы существования группа стала известной во всем Ахтерхуке. Первые два альбома группы были проданы в 16-тыс. экземпляров. 16 ноября 1996 года группа записала третий альбом.
В конце июля 2004 года песня «Luie Flikker» достигает второго места в чарте ТОП-50, однако через некоторое время вылетает. С 2006 года Jovink en de Voederbietels становятся организаторами фестиваля «Zwarte Cross»нидерл.
В 2007 году группа объявила о прекращении концертных туров. Причиной тому послужили возникшие у Йолинка проблемы со здоровьем. С того момента группа выступает только в рамках фестиваля «Zwarte Cross».

## Текущий состав
- Гендрик Ян Ловинк (вокал, гитара)
- Гейс Йолинк (вокал, бас-гитара)
- Гендрик Ян Боккерс (бэк-вокал, гитара)
- Ханс Боуман (ударные)

## Бывшие участники
- Рихард Янсен (гитара)
- Ард Схоут (бас-гитара, вокал)
- Юлий Постума (ударные)
- Ган Ти (бас-гитара)
- Патту Спенклер (ударные)
- Джон Роффель (ударные)
- Александр Янсен (бас-гитара)

## Дискография
1. Gold / Wilt u zegeltjes mijnheer? (1994)
2. Eenzaam aan de top (1996)
3. Live (Niet goed, wel hard) (1997)
4. The Hitmachine goes on... (1998)
5. Tour de Sjans (2000)
6. Thuis voor de Dwangbuis (2001)
7. Klasse goed te passe (2002)
8. The Happy Achterhoeker (2003)
9. De 9de (2004)
10. Wakker worden (2006)